# Mário Pedrosa

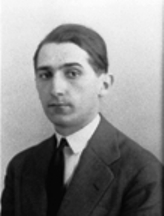
Mário Xavier de Andrade Pedrosa (1920)

Mário Xavier de Andrade Pedrosa (* 25. April 1900 in Timbaúba, Pernambuco; † 11. November 1981 in Rio de Janeiro) war ein brasilianischer marxistischer Kunstkritiker, Journalist und Essayist. Nach mehreren Aufenthalten im Exil wurde er Direktor des Museu de Arte Moderna de São Paulo.

## Leben
Mário Pedrosa trat in den 1920er Jahren in die Kommunistische Partei Brasiliens ein, engagierte sich in der Arbeiterhilfe und reiste in die Sowjetunion. In den 1930er Jahren trennte er sich von der Kommunistischen Internationalen und orientierte sich am Trotzkismus. Um in Brasilien einer Verhaftung zu entgehen, lebte er 1937 bis 1940 in Frankreich, wo er unter dem Pseudonym Lebrun 1938 verschiedene Arbeiterparteien Lateinamerikas am Gründungskongress der Vierten Internationalen vertrat und in deren Exekutivsektretariat gewählt wurde. Da Frankreich 1940 von den Deutschen besetzt wurde, floh er 1941 in die USA, wo er bis 1946 blieb.
Darauf lebte er wieder in Brasilien. Das brasilianische Militär putschte sich 1964 an die Macht, indem es die Regierung João Goulart stürzte und errichtete eine Militärdiktatur, die bis 1985 bestand. Deshalb lebte Mário Pedrosa 1970 bis 1977 in Chile und danach erneut in Frankreich. 1979 erlaubten es ihm die politischen Bedingungen in seiner Heimat, nach Brasilien zurückzukehren und sich an der Gründung des Partido dos Trabalhadores (PT) zu beteiligen.
Er beschäftigte sich mit der vieldiskutierten kunsttheoretischen Frage, welcher Platz der Kunst in der Revolution zukommen sollte. Dabei gab er der künstlerischen Abstraktion den Vorzug. Als Mitbegründer der konkretistischen Bewegung Brasiliens war er ein entschiedener Befürworter des Modernismus, weshalb er sich insbesondere für den Kubismus und den Surrealismus einsetzte. Auch als Direktor eines großen Museums in São Paulo ließ er es sich nicht nehmen, sich weiterhin im marxistischen und trotzkistischen Diskurs einzubringen.

## Schriften
- Arte Necessidade Vital. Livraria da Casa, 1949.
- Panorama da Pintura Moderna. Rio de Janeiro: Ministério de Educação e Saúde, 1952.
- A Opção Brasileira. Rio de Janeiro: Editora Civilização Brasileira, 1966.
- A Opção Imperialista. Rio de Janeiro: Editora Civilização Brasileira, 1966.
- Calder. Paris: Maeght éditeur, 1975.
- Mundo, Homem, Arte em Crise. São Paulo: Editora Perspectiva, 1975.
- Arte, Forma e Personalidade. São Paulo: Kairós, 1979.
- A Crise Mundial do Imperialismo e Rosa Luxemburgo. Rio de Janeiro: Civilização Brasileira, 1979.
- Sobre o PT. São Paulo: Ched, 1980.